# South Bank Parklands

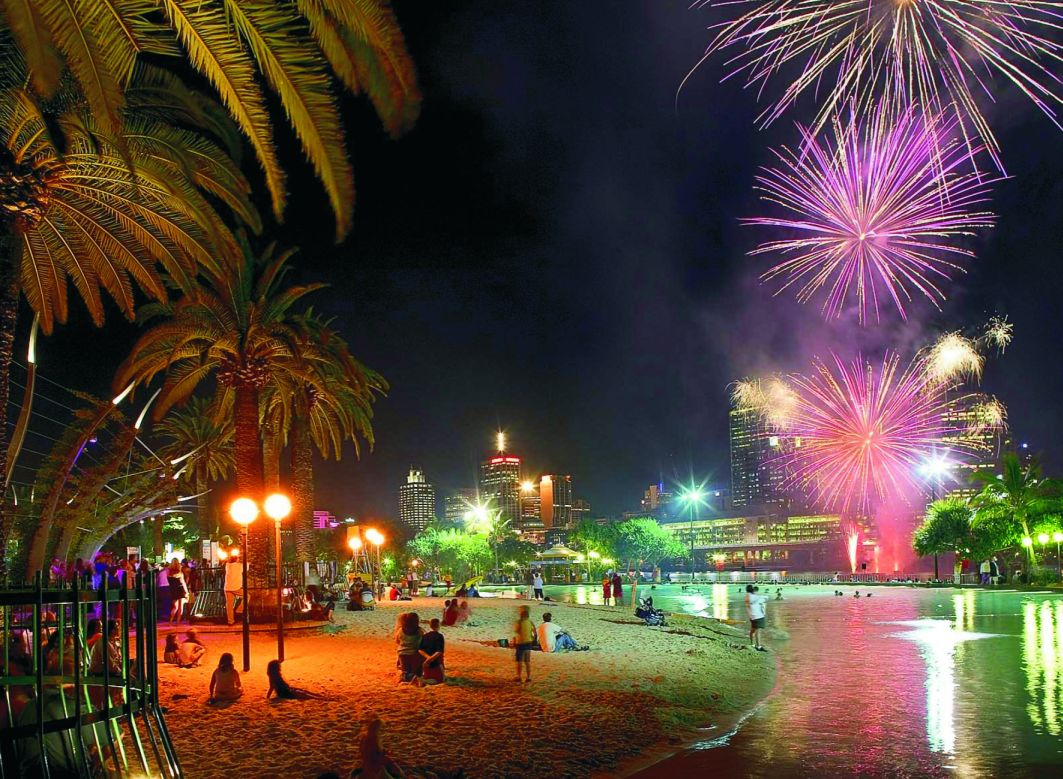
Vue nocturne des South Bank Parklands

Les South Bank Parklands sont un ensemble d'espaces verts et d'aménagements urbains situés à Brisbane, sur la rive sud du fleuve Brisbane, face aux immeubles du centre financier (CBD). Réalisés peu après l'exposition universelle de 1988, ils couvrent une superficie de 17 hectares et s'intègrent à un quartier moderne comprenant institutions culturelles, restaurants, cafés et boutiques. 
Les espaces verts sont reliés au centre-ville par le Victoria Bridge et au quartier de Gardens Point par le Goodwill Bridge, une passerelle réservée aux piétons et aux cyclistes inaugurée en 2001.
Les Parklands comprennent des jardins et espaces verts de différentes natures, allant des jardins paysagers à une forêt tropicale reconstituée. Une promenade bordant les rives du fleuve (Clem Jones Promenade), une voie ponctuée de bougainvillées (Arbour), des théâtres de verdure, mais aussi un lagon et une plage reconstituée (Streets Beach) constituent autant de pôles où convergent habitants et visiteurs, notamment lors des célébrations officielles (Australia Day, Jour de l'An). Ce sont ainsi près de 11 000 000 de visiteurs (en moyenne) qui arpentent chaque année les South Bank Parklands, devenus en quelques années un des lieux les plus populaires de la capitale du Queensland.

## Histoire

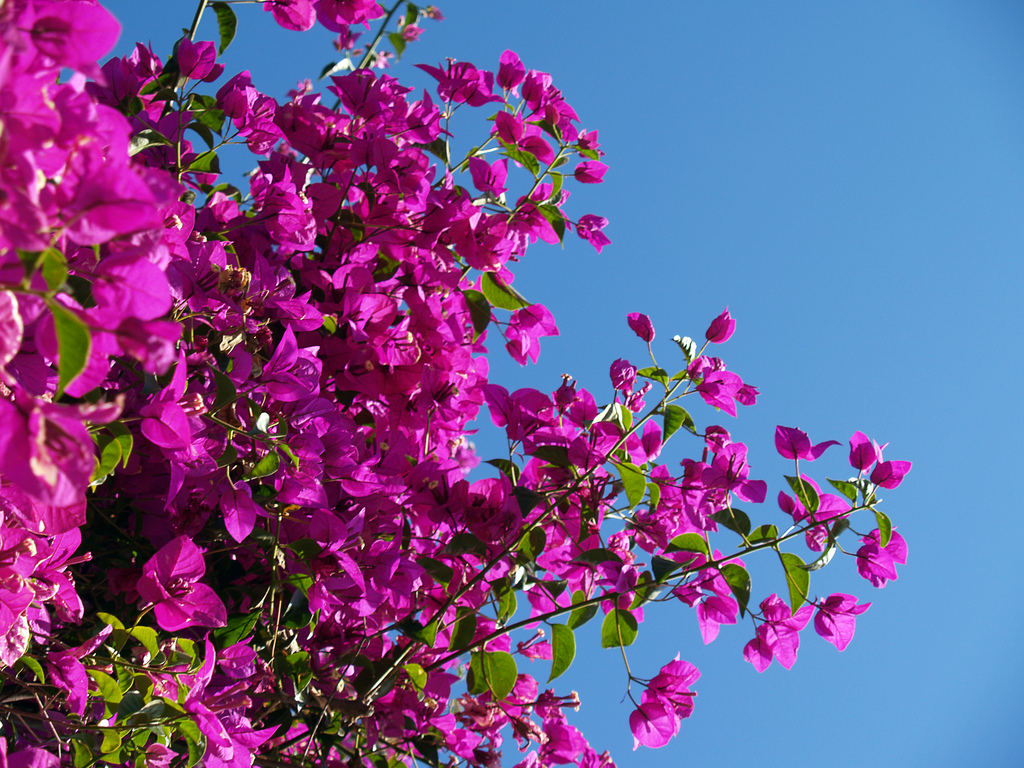
Fleurs de bougainvillée bordant la promenade d'Arbour

Le site de South Bank fut longtemps occupé par les tribus aborigènes Turrbal et Yuggera, avant que le lieu ne soit choisi par les Européens afin d'y établir la colonie pénale de Brisbane. Après la fermeture du centre pénitentiaire en 1839, des colons libres vinrent développer une petite agglomération à South Bank, mais des inondations survenues en 1893 contraignirent les colons à déplacer le centre de gravité de la ville sur la rive nord, où se situe encore le quartier des affaires (CBD). Ainsi commença le déclin du quartier, qui trouva cependant à se reconvertir en centre industriel.
Au début des années 1970, la municipalité décida de lancer une reconversion partielle du quartier, où fut édifié le Queensland Cultural Center, important pôle artistique et culturel qui comprend notamment un musée (Queensland Museum), une bibliothèque d'état (State Library of Queensland), une salle de concert (Queensland Performing Arts Centre) et une galerie d'art (Queensland Art Gallery), complétée depuis peu par une galerie d'art moderne (Queensland Gallery of Modern Art).
Lorsque Brisbane obtint le droit d'organiser l'exposition universelle de 1988, les anciennes friches industrielles de la rive sud furent reconverties en un vaste espace où furent aménagés les différents pavillons. À l'issue de la manifestation, plusieurs propositions furent faites afin d'assurer le développement du site. En 1989, le gouvernement créa la South Bank Corporation (SBC) et entama la réhabilitation du site en un quartier moderne mêlant commerces, logements, lieux de divertissement et espaces verts.

## Attractions
- Le Grand Arbour est une voie de promenade. Entièrement couverte de tonnelles où viennent s'accrocher des bougainvillées, elle s'étend sur près d'un kilomètre. La nuit, elle est dotée d'un système d'éclairage conçu pour mettre en valeur la végétation et donner au lieu une atmosphère intime. Aménagée de 1997 à 1999, puis étendue plus tard, elle est l'œuvre du cabinet Denton Corker Marshall.

- La Pagode de la Paix fut érigée en 1988 dans le cadre de l'exposition universelle de Brisbane. Ancien pavillon du Népal, elle fut offerte à la ville à l'issue de la manifestation, et fut installée au cœur des South Bank Parklands quelques années plus tard.

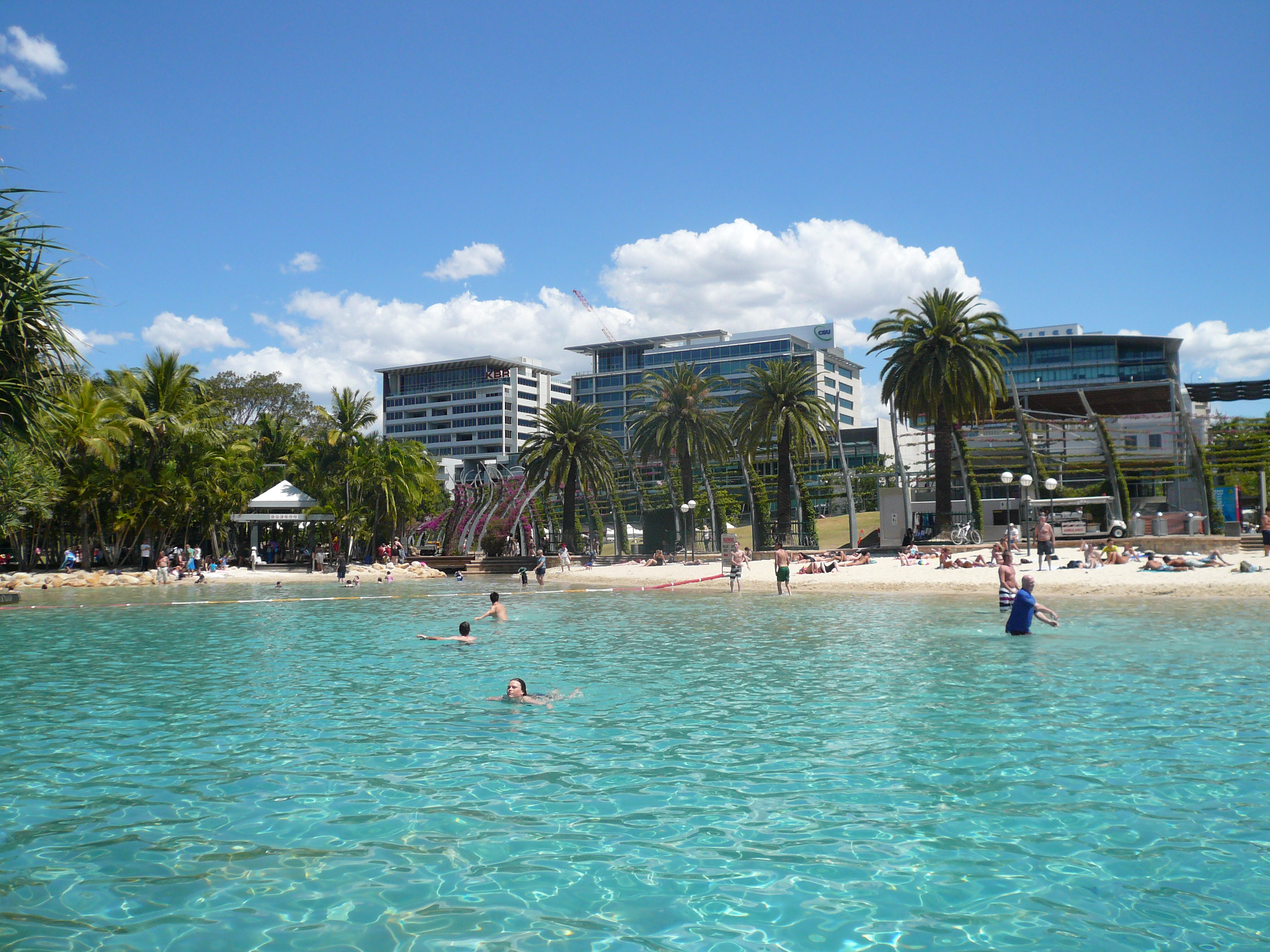
Streets Beach, Lagon et plage artificielle de Brisbane

- Œuvre du cabinet Desmond Brookes international, Streets Beach est un lagon artificiel de 2000 mètres carrés, entouré d'une plage de sable fin de 4000 mètres carrés. Située à proximité du centre-ville, bordée par des palmiers et des essences tropicales, elle est un lieu particulièrement prisé pendant les chaudes journées d'été. Streets Beach a reçu plusieurs récompenses pour la qualité de ses eaux de baignade.

- Suncorp Piazza est un amphithéâtre en plein air de 2158 places utilisé pour des manifestations officielles ou non, ainsi que pour des animations et des spectacles de rue.

- La Wheel of Brisbane est une grande roue érigée sur le site des South Bank Parklands en 2008, à l'occasion du 20e anniversaire de l'exposition universelle de 1988 et du 150e anniversaire du Queensland. Haute de 60 mètres, elle permet des vues panoramiques sur le centre-ville et l'agglomération de Brisbane.

- Les South Bank Parklands étaient autrefois dotés de deux réserves naturelles (Gondwana Rainforest Sanctuary et Butterfly and Insect Houses). La première a été fermée en 1998, tandis que la seconde fermait ses portes en 2005.

## Accès
Piétons et cyclistes
Les espaces verts sont accessibles pour les piétons via Vulture Street, Little Stanley Street et Cultural Forecourt; depuis la rive gauche du fleuve, par Victoria Bridge (depuis le centre-ville) et le Goodwill Bridge (depuis Gardens Point); enfin, depuis Kangaroo Point via le Riverwalk.
Transports publics
Les South Bank Parklands sont situés à peu de distance de plusieurs stations de bus (Cultural Centre Busway et South Bank Busway) ainsi que des gares de chemin de fer de Brisbane-Sud et de South Bank. Le site est également accessible par un service public de bateaux (CityCat).